# Касари (река)
Касари (ест. Kasari jõgi) река је у Естонији која протиче западним делом земље преко територије округа Ланема и Раплама. Свој ток започиње у мочварном подручју Рабивере, тече углавном у смеру југозапада и након 113 km тока улива се у Матсалски залив, микрозалив у северном продужетку акваторије Ришког залива познате као Вајнамери.
Са дужином тока од 113 km, Касари је четврта по величини река у Естонији. Површина сливног подручја реке Касари је 3.213,1 km², а просечан проток је између 23 и 28 m³/s. Укупан пад корита је 64,5 метара, односно у просеку 0,58 метара по километру тока.
Због разноврсне и богате орнитофауне подручје око ушћа Касарија претворено је 1957. у национални парк Матсалу, заштићено подручје површине 486,1 km².